# Éric Prodon
Éric Prodon (* 27. Juni 1981 in Paris) ist ein ehemaliger französischer Tennisspieler.

## Leben und Karriere

### Einzel
Prodon, der ab 1998 mäßige Erfolge auf der Future Tour hatte verzeichnen können, schaffte in seinem ersten Turnier im Mai 2000 auf der ATP Challenger Tour in Edinburgh den Einzug ins Viertelfinale. Im selben Jahr nahm er erstmals an den French Open teil, schied jedoch in Runde eins in vier Sätzen gegen den Brasilianer Fernando Meligeni aus. Sein erstes Finale spielte er im Juni 2001 bei einem Future-Turnier in Turin gegen den Russen Igor Konstantinowitsch Kunizyn, gegen den er klar mit 4:6, 1:6 verlor. Eine Woche später schaffte er in Kassel erneut den Finaleinzug, er unterlag dort dem Luxemburger Mike Scheidweiler in drei Sätzen.
2002 nahm Prodon erneut an den French Open teil, musste aber in der ersten Runde gegen den US-Amerikaner Andre Agassi eine klare Niederlage hinnehmen (3:6, 3:6, 1:6). Beim ATP-Turnier in Buenos Aires im Februar 2003 schied er in Runde eins gegen den Peruaner Luis Horna aus. Im April gewann er beim Turnier in Casablanca gegen Rubén Ramírez Hidalgo sein bisher einziges Match auf ATP-Level (7:6, 6:2); in Runde zwei scheiterte er dann an Olivier Mutis aus Frankreich.
Im Mai 2004 gewann er sein erstes Future-Turnier in Edinburgh mit einem 6:4-, 6:3-Finalsieg über den Spanier Daniel Muñoz de la Nava. Einen weiteren Future-Titel gewann er im Juli desselben Jahres in Trier gegen den Belgier Steve Darcis (Finalergebnis: 6:3, 6:3). Eine Woche später erreichte er in Tampere sein erstes Challenger-Finale, er unterlag jedoch dem Serben Boris Pašanski mit 2:6, 6:3, 3:6.
Im Februar 2006 konnte Prodon in Buenos Aires erneut an einem ATP-Turnier teilnehmen, unterlag jedoch Rubén Ramírez Hidalgo 6:3, 4:6, 2:6.
Es folgten weitere Erfolge auf der Future Tour. Im August 2007 gewann Prodon in Tampere schließlich sein erstes Challenger-Turnier mit einem Endspielsieg über Peter Luczak aus Australien; zudem erreichte er in Manerbio und Freudenstadt jeweils das Finale. Weitere Challenger-Titel gewann er 2008 in Miami, 2010 in Tampere und in Brașov sowie 2011 in Bucaramanga.
Im Februar 2008 schied Prodon in Costa do Sauípe bereits in der ersten Qualifikationsrunde gegen Marc López aus. Eine Woche später kämpfte er sich in Buenos Aires durch die Qualifikation, verlor jedoch in Runde eins gegen Óscar Hernández. Eine weitere Woche später war in Acapulco bereits in der zweiten Qualifikationsrunde Schluss. Im selben Jahr nahm Prodon erneut an den French Open teil, scheiterte aber in der Auftaktrunde mit 5:7, 6:7, 6:7 an Ivan Ljubičić. In Stuttgart und Kitzbühel schied er ebenfalls in Runde 1 aus.
Im Januar 2009 trat Prodon in der Qualifikation der Australian Open an; er besiegte Conor Niland, ehe er Flavio Cipolla in Runde 2 deutlich mit 0:6, 4:6 unterlag. Im selben Jahr trat er in der Qualifikation zu den French Open an, doch auch dort war in Runde zwei Schluss. Es folgten weitere Versuche, sich für ein ATP-Turnier zu qualifizieren, doch erst 2011 gelang ihm der Einzug in die erste Runde der French Open, nachdem er Carsten Ball, Agustín Velotti und Andreas Beck geschlagen hatte. In der ersten Runde traf er jedoch auf den haushohen Favoriten Andy Murray, gegen den er mit 4:6, 1:6, 3:6 verlor.

### Doppel
Im Doppel gewann Prodon im Februar 2009 in Tanger seinen ersten und einzigen Challenger-Titel ohne Satzverlust an der Seite seines Landsmanns Augustin Gensse. Auf Grand-Slam-Ebene spielte er das erste Mal im Mai 2000 bei den French Open mit seinem Partner Thierry Guardiola, das Duo verlor jedoch in Runde eins mit 1:6, 2:6 gegen Julien Benneteau und Nicolas Mahut. 2002 trat Prodon mit Thierry Ascione erneut bei den French Open an, doch wieder war gegen Wayne Ferreira und Jan-Michael Gambill in Runde eins Schluss. 2008 folgte der dritte Versuch zusammen mit Laurent Recouderc, doch diesmal erwiesen sich Jonathan Erlich und Andy Ram als zu stark. 2001 folgte schließlich der bisher letzte Auftritt auf ATP-Ebene, doch Prodon und sein Partner Olivier Patience scheiterten in Runde eins an Pablo Andújar und Daniel Gimeno Traver.

## Erfolge
| Legende (Anzahl der Siege)  |
| Grand Slam                  |
| ATP World Tour Finals       |
| ATP World Tour Masters 1000 |
| ATP World Tour 500          |
| ATP World Tour 250          |
| ATP Challenger Tour (8)     |

### Einzel

#### Turniersiege
| Nr. | Datum             | Turnier     | Belag | Finalgegner       | Ergebnis       |
| --- | ----------------- | ----------- | ----- | ----------------- | -------------- |
| 1.  | 30. Juli 2007     | Tampere (1) | Sand  | Peter Luczak      | 6:74, 6:4, 6:4 |
| 2.  | 19. Januar 2008   | Miami       | Sand  | Adrián Menéndez   | 6:4, 6:4       |
| 3.  | 26. Juli 2010     | Tampere (2) | Sand  | Leonardo Tavares  | 6:4, 6:4       |
| 4.  | 6. September 2010 | Brașov      | Sand  | Jaroslav Pospíšil | 7:61, 6:3      |
| 5.  | 24. Januar 2011   | Bucaramanga | Sand  | Fernando Romboli  | 6:3, 4:6, 6:1  |
| 6.  | 17. Juli 2011     | Sopot       | Sand  | Nikola Ćirić      | 6:1, 6:3       |
| 7.  | 31. Juli 2011     | Tampere (3) | Sand  | Augustin Gensse   | 6:1, 3:6, 6:2  |

### Doppel

#### Turniersiege
| Nr. | Datum            | Turnier | Belag | Partner         | Finalgegner                           | Ergebnis  |
| --- | ---------------- | ------- | ----- | --------------- | ------------------------------------- | --------- |
| 1.  | 16. Februar 2009 | Tanger  | Sand  | Augustin Gensse | Giancarlo Petrazzuolo Simone Vagnozzi | 6:1, 7:63 |